# João Carneiro da Silva Rego
João Carneiro da Silva Rego (1795 - 1849) foi um político brasileiro do período Imperial, indicado vice-Presidente da Província da Bahia durante a Sabinada e governador de fato durante o período.
Era bacharel em direito, senhor de terras e escravos, tendo sido eleito deputado para a Assembleia Provincial, no ano de 1835 - com inexpressiva votação e político de pouca participação e iniciativa.
Em 1837, sendo proclamada em Salvador a independência da Província, com o nome de República Bahiense, é adotado o sistema republicano de governo; Silva Rego foi eleito Vice do Presidente Inocêncio da Rocha Galvão, célebre participante da Revolta dos Periquitos de 1824. Mas como Galvão encontrava-se nos Estados Unidos, o Vice-Presidente Silva Rego foi levado a interinamente ocupar a governadoria e encaminhou à Câmara de Vereadores da capital uma proposta que faria com que tal emancipação durasse somente até a maioridade do Imperador-criança, D. Pedro II.
Durante o movimento demonstrou pouca ou nenhuma combatividade. Lançou, efetivamente, proclamações ambíguas, no começo afirmando a total secessão da cidade, mais tarde como situação interina até a maioridade do Imperador-criança. Também assinou um decreto autorizando fossem arrombados os cofres públicos.
Consta, ainda, que no interior do movimento houve uma tentativa de golpe, no qual se procuraria derrubá-lo para que, no seu lugar, ficasse o Francisco Sabino, e que este teria sido sustado pelo negro major Santa Eufrásia, que então ganhara notoriedade.
Mais tarde, fracassado o movimento secessionista, seu filho homônimo declarou que somente assinou a Ata que proclamara a República porque no Paço Municipal se encontravam muitas "pessoas de beca" e que a assinara sem ter lido o conteúdo.
Durante seu julgamento alegou que não promovera a insurreição de escravos, sendo ele senhor de muitos deles - mas foi condenado também por este crime.
Em maio de 1838 ele e seu filho estavam presos na corveta 7 de Abril, quando solicitaram fossem transferidos para uma cadeia em terra.